# Metalectra lithostis
Metalectra lithostis là một loài bướm đêm trong họ Erebidae.